# Federico Vairo
Federico Vairo Moramarco  (Rosario, Santa Fe, Argentina, 23 de febrero de 1930- 7 de diciembre de 2010, Buenos Aires, Argentina) fue un futbolista argentino en la década de los 50.

## Biografía

### Rosario Central

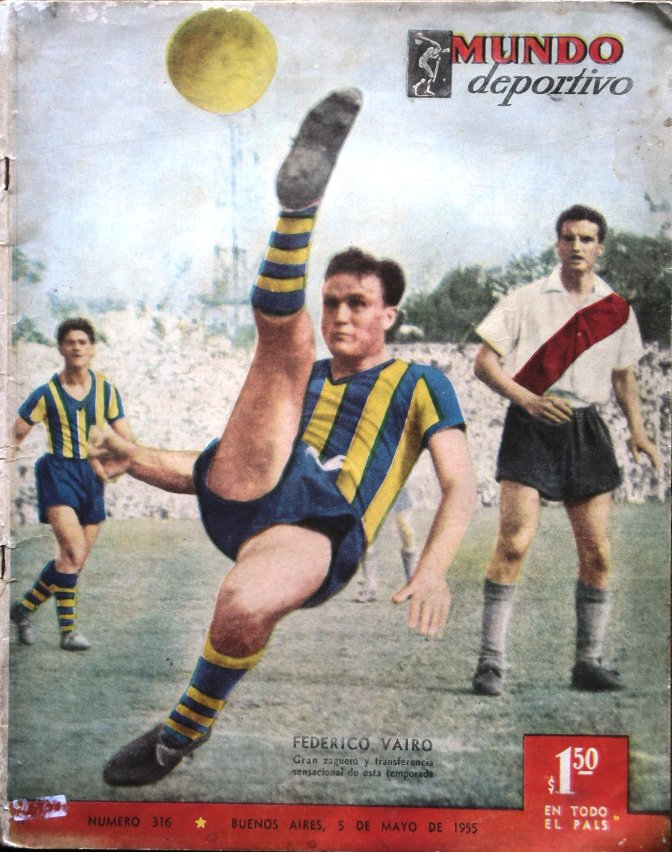
Portada de Mundo Deportivo con Vairo vistiendo la camiseta de Rosario.

Hijo de Pedro Vairo Trotta y María Moramarco Angellastre, se crio en el barrio La Tablada de la ciudad de Rosario. Sus inicios se contemplan en Rosario Central, donde hizo las divisiones inferiores en los años 40 con jugadores que alternaron la primera división en la década siguiente: el Mono Hidalgo, Raúl Emilio Schoshow, Apicciafuocco, Botazzi, Alfredo Pérez, Alejandro Mur, Ángel Tulio Zof y Miguel La Rosa, entre otros grandes de la historia canalla.
El domingo 30 de abril de 1950 debutó en la primera división de Rosario Central en un partido frente a Chacarita Juniors de visitante. El encuentro fue dirigido por Fermín Lecea y terminó a favor de los rosarinos por 3 tantos contra 1, con goles convertidos por Alejandro Mur, Alberto De Zorzi y Angel Fleyta. Durante ese año jugó 23 partidos y marcó 2 goles. Su primer tanto se lo hizo a Huracán el 27 de julio de 1950 en el empate 1 a 1.  El otro gol se lo hizo a Tigre, en el empate 2:2, el 24 de septiembre.
En 1950 Central terminó último y descendió, por lo que en el año 1951 participó en la Segunda División. Los rosarinos consiguieron el ascenso inmediato terminando primeros en la tabla. Federico jugó 17 partidos y marcó un gol.
En el año 1952 jugó 29 partidos y marcó 3 goles: contra Ferro, de penal (2-1, el 20 de abril), contra Platense (4-2 el 17 de agosto) y ante River (5-3, el 19 de octubre de 1952)
En 1953 jugó 25 partidos con 4 goles convertidos. Marcó uno ante Vélez (2-2, el 24 de mayo), contra Independiente hizo dos: uno con el resultado 2-5 el 24 de mayo y otro 4-3 el 18 de octubre. El restante se lo hizo a Gimnasia y Esgrima de La Plata el 21 de junio de penal, partido que terminó a favor del canalla por 5 a 2.
En el año 1954 participó de 23 partidos con 1 gol: a Gimnasia y Esgrima de la Plata, el 8 de agosto en la victoria por 3 a 0.
Entre 1950 y 1954 jugó 117 partidos para Rosario Central (100 en primera división y 17 en segunda división) y marcó 11 goles (uno de ellos en segunda división). Jugó en los siete clásicos rosarinos ante Newell´s Old Boys durante esos años: ganó 3, empató 3 y perdió 1:

#### Goles a Newell's
| Fecha                   | Local            | Resultado | Visitante         |
| ----------------------- | ---------------- | --------- | ----------------- |
| 12 de octubre de 1950   | Rosario Central  | 1:1       | Newell's Old Boys |
| 11 de mayo de 1952      | Rosario Central  | 0:0       | Newells Old Boys  |
| 12 de octubre de 1952   | Newells Old Boys | 0:2       | Rosario Central   |
| 26 de abril de 1953     | Newells Old boys | 1:3       | Rosario Central   |
| 6 de septiembre de 1953 | Rosario Central  | 0:0       | Newells Old Boys  |
| 11 de abril de 1954     | Rosario Central  | 2:0       | Newells Old Boys  |
| 15 de agosto de 1954    | Newells Old Boys | 3:2       | Rosario Central   |

### River Plate
Comprado su pase por River Plate en 1955, integrará el team millonario con Amadeo Carrizo y su compañero El Gallego Alfredo Pérez, al igual que Juan José Prado, De Burgouing, Mantegari, Ángel Labruna, Vernazza, Zárate, Solá, entre otros. Debutó en la primera fecha del torneo el 30 de abril en el Monumental ante Tigre, River ganó 1-0 con el gol de Santiago Vernazza.
Con su equipo logró el tricampeonato de 1955, 1956 y 1957. Su último partido fue el 15 de noviembre de 1959 en el Monumental ante Ferrocarril Oeste en la victoria por 5-0 de River Plate.
En la Primera división (AFA) jugó 199 partidos con 13 goles.

### O’Higgins
Su carrera continuó en O'Higgins de Rancagua en 1960. En 1963 descendió a la Segunda División. Un año más tarde, en 1964, logró el título y el ascenso. Jugó en O'Higgins hasta 1966.

### Deportivo Cali
Finalizó su carrera como futbolista profesional en 1967 jugando para Deportivo Cali.

### Retiro
Federico Vairo fue técnico las inferiores de River luego de retirarse. Dirigió a las categorías cuarta y quinta de River , que por la huelga de sus jugadores del primer plantel, jugaron el partido ante Argentinos Juniors en la cancha de Vélez, cuando River  Plate volvió a ser campeón, tras 18 años, en el año 1975. 
Llevó a Lionel Messi a River Plate para probarse a los 13 años de edad, pese a que el futuro astro no quedó en el club. Fue el precursor de Ortega, Caniggia, Almeyda, Ramón Díaz, Passarella, Merlo, Gallardo, Hernán Crespo, Jota Jota López, el "pato" Fillol, entre otros.
Se desempeñaba como padrino oficial de la Filial Gigante de Arroyito del Club Atlético Rosario Central, ubicada en el barrio de Agronomía, en la Capital Federal, ciudad donde habitó desde la década del '50. Estaba casado con Marta Parra y tuvo tres hijos, Graciela, Daniel y Claudia.

### Muerte
Falleció en la tarde del martes 7 de diciembre de 2010 en Buenos Aires, Argentina, a los 80 años de edad, producto de un repentino cáncer de estómago.
Muchos hinchas del viejo fútbol argentino aún recuerdan de sus dotes y cualidades como jugador que marcó una etapa en el desarrollo del deporte. Sus virtudes como ser humano también lo identificaron en un mundo donde las pasiones no se sobrepusieron a la ecuanimidad y el buen desempeño. Federico Vairo fue y será un grande en el arte del dominio del balón, virtud que conservó hasta poco tiempo antes de su desaparición. Sus restos descansan en el cementerio Jardín de Paz de la localidad de Pilar, en la provincia de Buenos Aires.

## Selección nacional
El debut profesional en la Selección Argentina se produjo el 2 de marzo de 1955 por el Torneo Sudamericano.
Entre 1955 y 1958 jugó 41 partidos y marcó un gol para la Selección. Integró el plantel campeón del Sudamericano’55 (4 partidos), del Sudamericano ‘56 (5 partidos con un gol a Perú), del Panamericano Profesional ‘56 (4 partidos) y del campeón del Sudamericano de 1957 (5 partidos). Participó de las Eliminatorias para el Mundial ‘58 (4 partidos) y jugó en el Mundial de Suecia de 1958 (3 partidos).

### Participaciones en Copas del Mundo
| Mundial              | Sede   | Resultado    | Partidos | Goles |
| -------------------- | ------ | ------------ | -------- | ----- |
| Copa Mundial de 1958 | Suecia | Primera fase | 3        | 0     |

## Anécdotas
Entre sus más clásicas anécdotas Federico Vairo recuerda de su hermano Juan Apolonio Vairo:
«En un partido contra Independiente de Avellaneda, un día de semana, por la tarde, " Coco " o "Pinino" estaba jugando tan mal que el estadio entero le gritaba y a su vez Juancito respondía con ademanes e insultando a la tribuna. Como le hacía gestos obscenos a los espectadores , se tocaba los genitales,  pedía que se callaran, puteaba y de muy mala manera  yo le dije que se calmara, y entre esas me insultó feo a mí. Lo quise comer crudo. Lo encaré, y comenzó a embalar por toda la cancha, y yo lo corría atrás para reventarlo. Amague y pique, se puso como loco. Me miraba y corría. La hinchada se descomponía de la risa, mientras el partido iba 1 a 1. Juan se enloqueció y entró a jugar como nunca. En quince minutos le hizo tres goles a Simonetti. Ganamos 4 a 1. Todavía me parece estar escuchando los aplausos de los hinchas. Después de eso, la gente me pedía que lo corriera todos los domingos».

###### Del 0 a 0 contra Napoli y el surgimiento de Maradona
Este partido no sólo quedó en la historia por la curiosidad, sino también porque fue el debut de Diego Maradona con la camiseta del Napoli.
El 19 de agosto de 1984, el River de gira del gran Federico Vairo se encontraba en Italia y participó de la presentación del equipo que comenzaba a formarse y a la postre sería la escuadra más poderosa de Italia sobre el final de la década.
El resultado del encuentro fue 0 a 0, pero se pudo ver en la misma cancha a Alonso, Francescoli, Maradona y Bertoni.
El Millonario salió al campo con: Gay, Gordillo, Borelli, Nicosia, Olarticoechea; Enrique, Gallego, Alfaro, Alonso (Tapia); Francescoli y Teglia.
Por su parte, los once del local italiano fueron: Castellani, Bruscolotti, Marino, Ferrario, Boldini; Celestini ( Cafarelli ), Del Fiume, Casale, Maradona; Penzo y Bertoni.

## Trayectoria

### Como jugador
| Club            | País      | Año       |
| --------------- | --------- | --------- |
| Rosario Central | Argentina | 1950-1954 |
| River Plate     | Argentina | 1955-1959 |
| O'Higgins       | Chile     | 1960-1966 |
| Deportivo Cali  | Colombia  | 1967      |

## Palmarés
| Título           | Equipo          | País      | Año  |
| ---------------- | --------------- | --------- | ---- |
| Segunda División | Rosario Central | Argentina | 1951 |
| Primera División | River Plate     | Argentina | 1955 |
| Primera División | River Plate     | Argentina | 1956 |
| Primera División | River Plate     | Argentina | 1957 |
| Segunda División | O'Higgins       | Chile     | 1964 |
| Primera División | Deportivo Cali  | Colombia  | 1967 |

### Torneos internacionales
| Título                  | Equipo              | Sede      | Año  |
| ----------------------- | ------------------- | --------- | ---- |
| Campeonato Sudamericano | Selección Argentina | Argentina | 1955 |
| Campeonato Sudamericano | Selección Argentina | Argentina | 1957 |

### Distinciones individuales
| Distinción                                                                    | Año  |
| ----------------------------------------------------------------------------- | ---- |
| Incluido en el equipo ideal del Siglo de O'Higgins en votación de los Hinchas | 1999 |